# Parasynegia
Parasynegia is een geslacht van vlinders van de familie spanners (Geometridae), uit de onderfamilie Ennominae.

## Soorten
- P. atomaria Warren, 1896
- P. borbachoides Warren, 1896
- P. complicata Warren, 1893
- P. defixaria West, 1929
- P. diffusaria Moore, 1868
- P. lidderdalii Butler, 1880
- P. macularia Warren, 1894
- P. nigriclavata Warren, 1897
- P. pluristriata Walker, 1863
- P. rufinervis Warren, 1896
- P. submissa Warren, 1894
- P. suffusa Warren, 1893
- P. vitticostata Walker, 1862